# Gavialis pachyrhynchus
Gavialis pachyrhynchus — вимерлий вид гавіалід з міоцену Індії. Хоча відомий лише з уламкового матеріалу щелепи, розмір цього матеріалу значно більший, ніж порівнянні кістки великих гаріалів.
Переоцінка роду Gavialis у 2018 році передбачає перенесення G. pachyrhynchus до роду Rhamphosuchus.